# Livre pra Voar (álbum de André Marinho)
Livre pra Voar é o  álbum de estreia do cantor de samba André Marinho, produzido pela Gaveta Produções e lançado pela Zaid Records em 1 de julho de  2006.

## Lista de faixas
| N.º | Título                        | Duração |  |
| 1.  | "Quando a Gente se Encontrar" | 3:39    |  |
| 2.  | "Não Foi em Vão"              | 4:03    |  |
| 3.  | "Louco Desejo"                | 3:16    |  |
| 4.  | "Bons Momentos"               | 3:48    |  |
| 5.  | "Me Procura"                  | 3:33    |  |
| 6.  | "Amor em Tom Maior"           | 4:00    |  |
| 7.  | "Não dá Pra Negar"            | 3:18    |  |
| 8.  | "Raramente"                   | 3:31    |  |
| 9.  | "Cuidado"                     | 3:41    |  |
| 10. | "Para com essa Loucura"       | 3:41    |  |
| 11. | "Muito Orgulho"               | 4:02    |  |
| 12. | "Desencana"                   | 3:57    |  |